# Senhor do Bonfim
Dans la tradition catholique une "représentation" (tableau, sculpture, etc...) n'est JAMAIS "adorée" mais peut être "honorée" ou "vénérée". Dieu seul est "adoré".
Pour l’article homonyme, voir Senhor do Bonfim (Bahia).

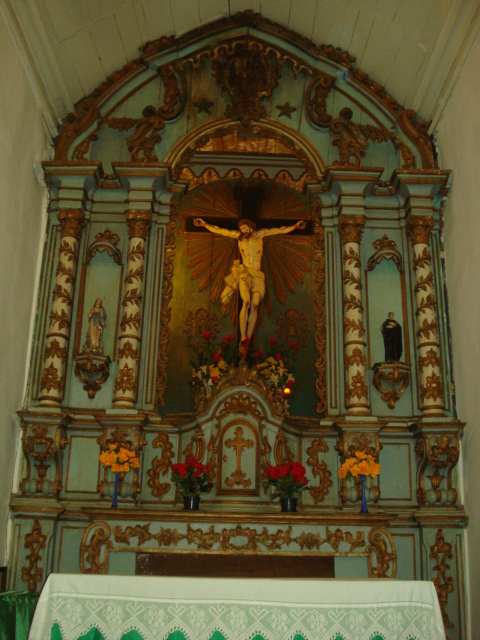
Retable de l'église de Nosso Senhor do Bonfim de Pirenópolis, dans l'État de Goiás.

Le Senhor do Bonfim (littéralement « Seigneur de la Bonne Fin ») est une représentation de Jésus-Christ dans la tradition catholique, particulièrement adorée dans l'État de Bahia, au Brésil. Elle a été apportée de Setúbal, au Portugal, par des marins au XVIIIe siècle. La plus célèbre des églises qui lui sont dédiées est l'église de Nosso Senhor do Bonfim de Salvador.
Dans le candomblé, le Senhor do Bonfim est associé à Oxalá.